# Asia Times
Asia Times (chinesisch 亞洲時報 / 亚洲时报, ehemals Asia Times Online (亞洲時報在線 / 亚洲时报在线), auch 亞時財經 / 亚时财经, englisch Asia Times Finance) ist eine Online-Publikation, die auf Englisch und Chinesisch Nachrichten und Kommentare verbreitet.

## Hintergrund
Asia Times Online wurde Anfang 1999 gegründet und ist in Hongkong registriert. Der Dienst finanziert sich durch Werbung und den Weiterverkauf von Originalinhalten an andere Publikationen und Nachrichtendienste.
Historisch ist Asia Times Online der Nachfolger der Asia Times, einer ehemals in Hongkong und Bangkok erscheinenden Zeitung, die 1995 gegründet wurde, aber infolge der Asienkrise 1997 eingestellt werden musste. 2006 wird die Onlinezeitung von der New York Times als einer der prominentesten Zeitung Asiens mit lokalen Hintergrundberichte zu den verschiedenen regionalen Berichterstattung und Ereignisse bezeichnet. Nach anfänglicher Namensänderung seit der Umstellung als reines Onlinemedium ist die Zeitung seit 2016 wieder zum ursprünglichen Zeitungsnamen – Asia Times, bzw. Asia Times Finance – zurückgekehrt. Das Unternehmen wurde vom thailändischen Medienmogul Sondhi Limthongkul mit chinesischen Wurzeln aus Hainan 1999 gegründet und später weiterverkauft.
Die Publikation veröffentlicht Berichte zu geopolitischen, politischen, wirtschaftlichen und geschäftlichen Themen aus asienrelevanten Bereichen oft aus der amerikanischen Perspektive der Vereinigten Staaten.